# Faisanderie (Saverne)
La Faisanderie désigne une forêt et sa maison forestière, un ancien parc intégralement entouré d'un mur, un domaine de chasse et d’élevage de faisans et  aujourd’hui une zone d’activités situés sur les territoires communaux de Saverne, Monswiller et Steinbourg. Dans le prolongement du « petit parc »  du château de Rohan, ancienne résidence des princes-évêques de Strasbourg, le « grand parc » fut converti en faisanderie au XVIIIe siècle par Armand-Gaston-Maximilien de Rohan. Avec la réalisation du grand chemin de Steinbourg, la plus grande partie de la forêt au sud du chemin sera dénommée « grand parquet »  et prendra le nom de Faisanderie jusqu’à aujourd’hui. Le « petit parquet » au nord du chemin comporte une grande pièce d’eau appelée « le Canal »  qui s’étendait du château épiscopal jusqu'à Steinbourg, intégré aujourd’hui dans le canal de la Marne au Rhin.
Comme il le raconte dans son œuvre autobiographique, Poésie et vérité, Johann Wolfgang von Goethe vint à Saverne à cheval avec deux amis de Bouxwiller pendant l’été  1770: il découvrit les jardins baroques, le parc et le canal du château épiscopal. Ce n’est pas le château actuel construit en 1779 qu’il admirera mais celui des précédents princes-évêques bâti en 1670
Le deuxième jour de son séjour à Saverne, Goethe monte le col de Saverne pour voir le paysage et les aménagements baroques du petit et grand parc bordés par le canal de plaisance. Il écrit son ressenti  dans Poésie et vérité au 10e livre en ces termes : « La vue sur le jardin est magnifique, et un canal d’une longueur de trois quarts d’heure, axé en ligne droite sur le centre du château, donne une haute idée de l’importance et des pouvoirs qu’avaient les précédents propriétaires. »
Les princes-évêques de Strasbourg de la maison de Rohan, proches des grands du royaume de France,firent comme tous les grands princes de l'époque : imiter le château de Versailles et son parc créé en 1668, traversé dès 1677 par des allées rectilignes et ceint de murs de clôture munis de grilles aux portes d'accès. Les termes utilisés comme « Grand Parc » et « Petit Parc » sont également calqués sur la terminologie en vogue au château du roi-soleil. À quelques kilomètres de Saverne, le comte Johann Reinhard III de Hanau-Lichtenberg avait aménagé dès 1701 un jardin, un potager et deux faisanderies au-dessus du château de sa résidence à Bouxwiller, capitale locale du Comté de Hanau-Lichtenberg. Les faisanderies se ressemblent pratiquement toutes dans le secteur ; l'une est fermée et l'autre non. On y trouve un pavillon pour le faisandier, des courettes grillagées et des loges d'élevage pour les faisans. Un autre exemple célèbre se trouve à la Faisanderie créée en 1730 par le duc de Lorraine, futur empereur des Romains, François III, au Château de Lunéville, maintenue par son successeur Stanislas Leszczynski.

## Dimensions
Le grand parc des princes-évêques, petit et grand parquet, était plus vaste qu’aujourd’hui. La Faisanderie est une partie de la forêt Monsau d’une superficie de 213 ha contigüe avec la Forêt de Steinbourg (163 ha). La forêt seigneuriale de Monsau sur la commune de Monswiller a une superficie de 124 ha. La forêt de Kreutzwald (160 ha) est une   chênaie qui était à l’époque une extension du parc de chasse des princes-évêques.
Aujourd’hui, les différentes zones d’activités industrielles ont rogné le massif forestier dans sa partie occidentale et septentrionale. En gros, si l’on emprunte la route D 421 de Saverne vers le rond-point de Waldolwisheim, on a une longueur de 3 km en bordure de forêt continue et sur la route D 83 vers Steinbourg, la route borde le massif forestier sur 2 km. Cela représente un peu moins de 6 km2 quand on a retranché la zone défrichée de la société Kuhn.

## Géographie

### Formations géologiques
Le sous-sol de la plus grande superficie de la forêt  est composé d'alluvions anciennes vosgiennes de la glaciation de Mindel au Pléistocène. D'un point de vue lithographique se succèdent  dans ce secteur calcaire, alluvions, argile, limon, argile et galets.
Quelques îlots sont géologiquement différents: 
- Au sud-ouest, à proximité de la maison forestière de Kreutzwald et de la D1404, il s'agit de calcaire à térébratules du Muschelkalk supérieur[8] ;
- Au sud-ouest, autour de la maison forestière de la Faisanderie et le long de la route de contournement donnant accès à l'autoroute A4, le terrain est composé de colluvions de lœss et de lœss soliflués datant du Pléistocène jusqu'à l'Holocène (Lithologie: colluvions, lœss, alluvions, limon, argile)[8] ;
- À l'ouest de la forêt, à  l'actuel Martelberg devenu zone d'activités commerciales et industrielles, ce sont des  couches à cératites du Muschelkalk supérieur qui affleurent à cet endroit[8] ;
- Au nord, des deux côtés du canal de la Marne au Rhin, le long de la D16 et dans la zone d'activités du Zornhoff, les terrains est composé d'alluvions des basses terrasses Riss à Würm du Pléistocène moyen (Lithologie: Alluvions, lœss, sables, limon, gravier)[8].

La forêt est par conséquent installée sur deux types de formations géologiques, calcaires et marnes d’un côté, sables et limons alluviaux de l’autre. Les stations forestières contrastent entre des zones calciclines et des zones acidiclines  et les conditions de fertilité y sont globalement bonnes.

### Essences majoritaires de la forêt

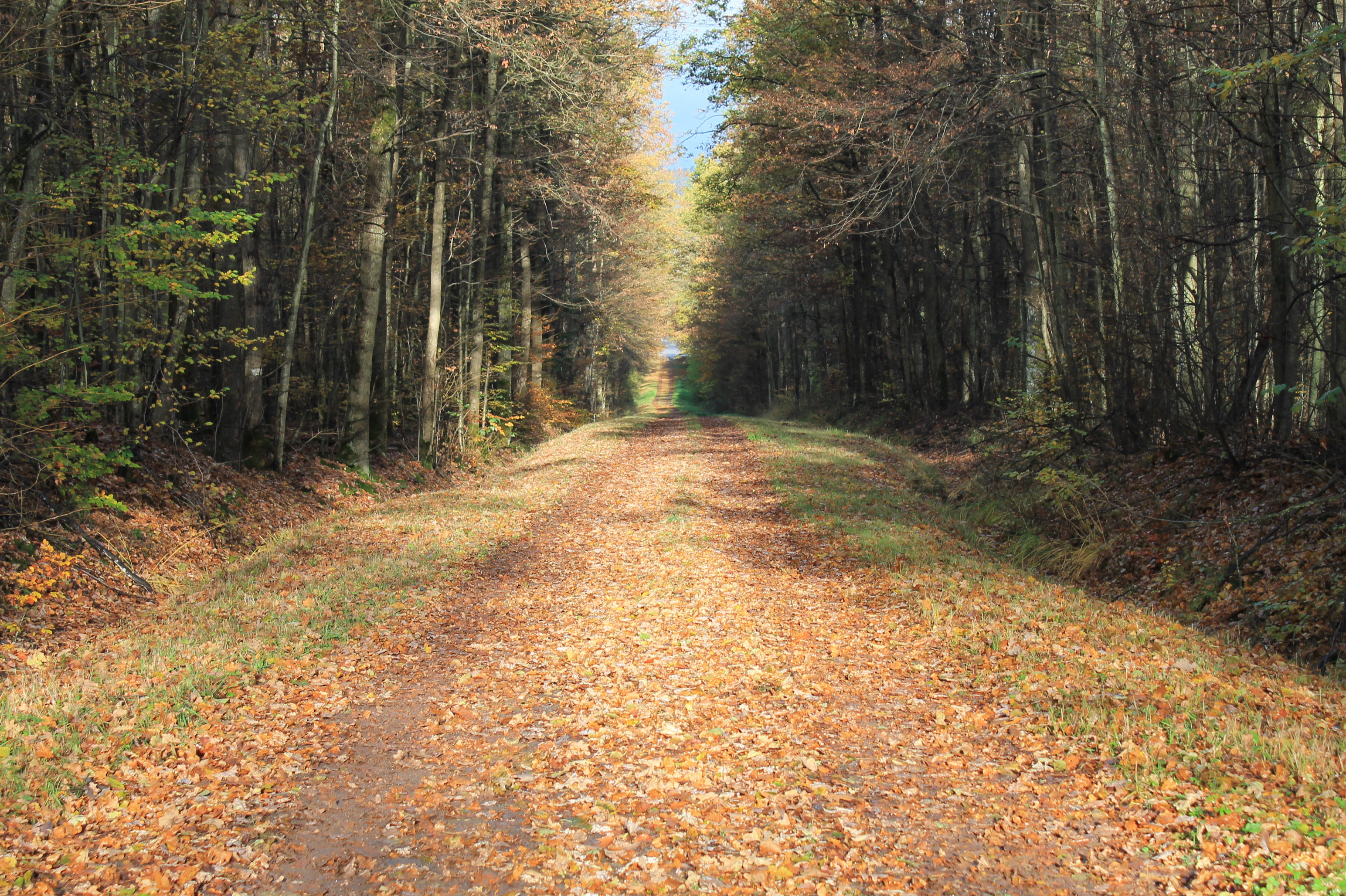
Une allée de la forêt de la Faisanderie.

La forêt de la Faisanderie est une forêt équienne dont les peuplements actuels plutôt jeunes forment des massifs forestiers à couvert clair. Il s’agit de perchis à futaie de bois moyens, denses et de bonne qualité.
L’essence très dominante est le chêne sessile et les espèces subordonnées  sont à des degrés divers :
- le hêtre ;
- le tilleul à petites feuilles ;
- l’érable plane ;
- le merisier ;
- le charme ;
- le frêne ;
- l’orme champêtre ;
- le pin sylvestre ;
- le mélèze.

À l’époque du parc de chasse des princes-évêques, les allées rectilignes étaient bordés de tilleuls, de marronniers et de chênes. On observe également quelques mélèzes en bordure de la route asphaltée qui relie la maison de la Faisanderie à la route départementale. 

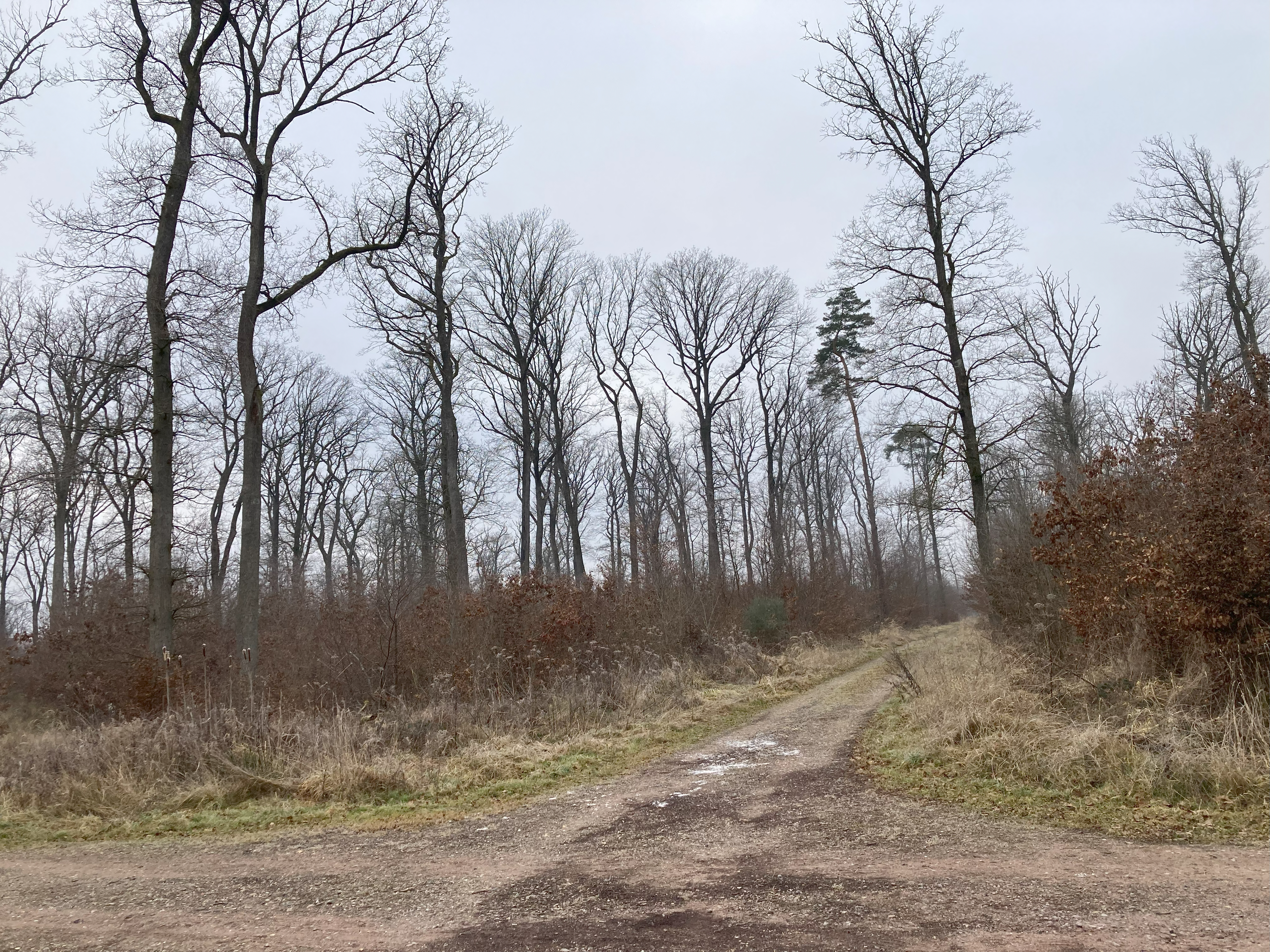
Forêt de Monsau, croisement route d'Estrées et route du Bourg en hiver, tilleul et pin sylvestre.
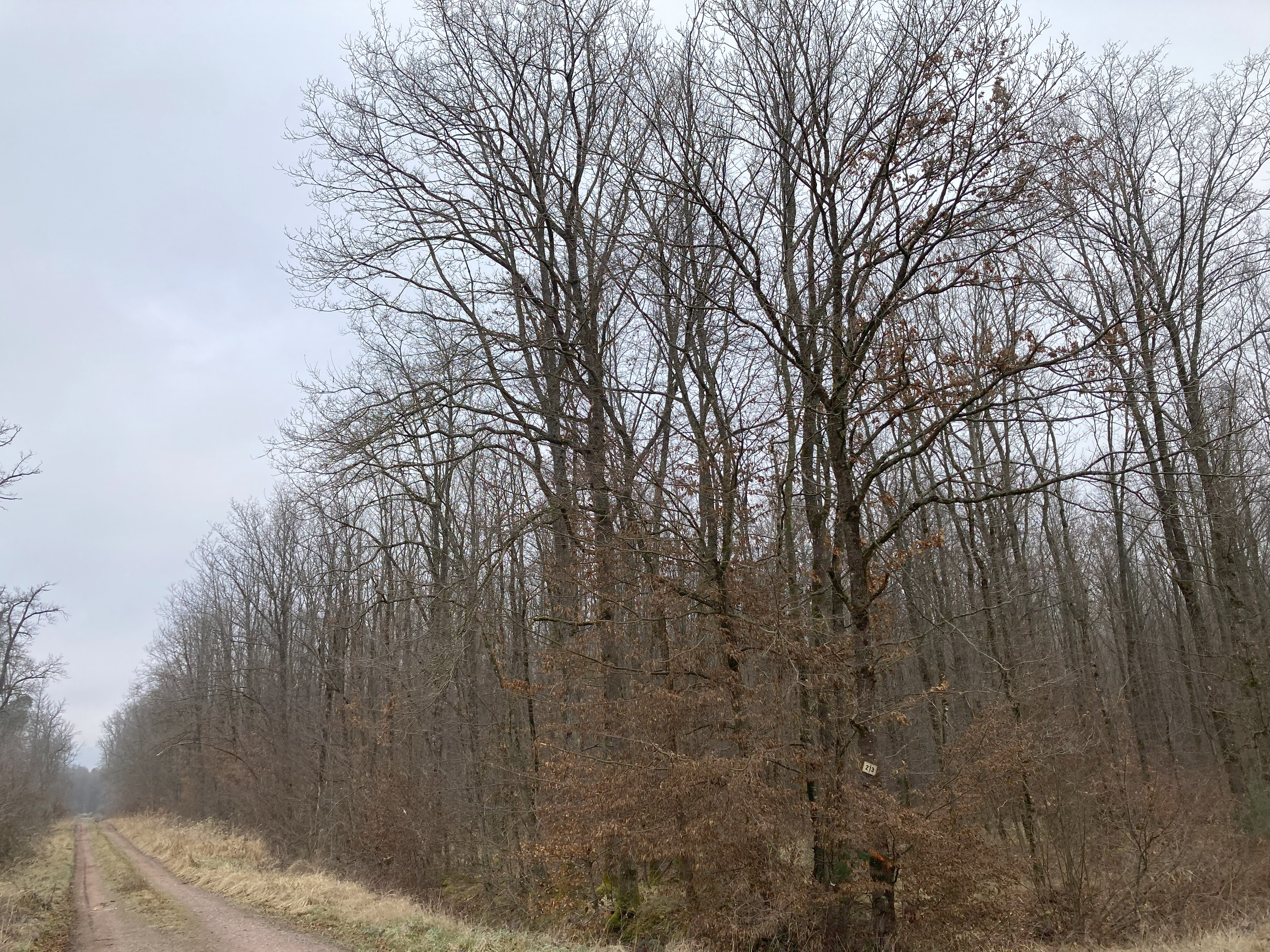
Forêt domaniale de Saverne, Monsau, route d'Estrées, parcelle de jeunes chênes.
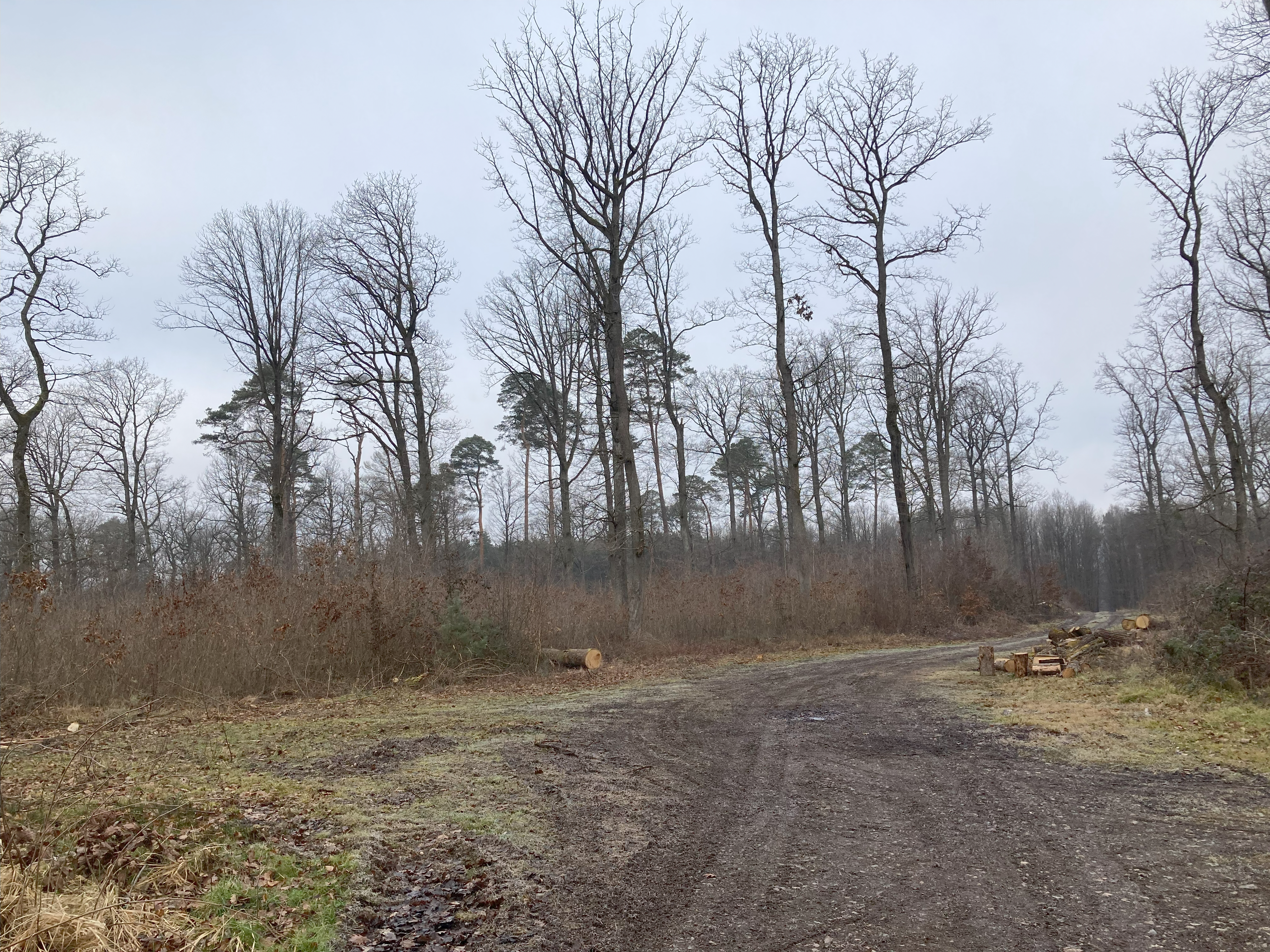
Bois communal de Steinbourg, route du Bourg, au fond pins sylvestres dans une forêt privée de charmes et chênes sessiles.

## Gestion et aspects écologiques

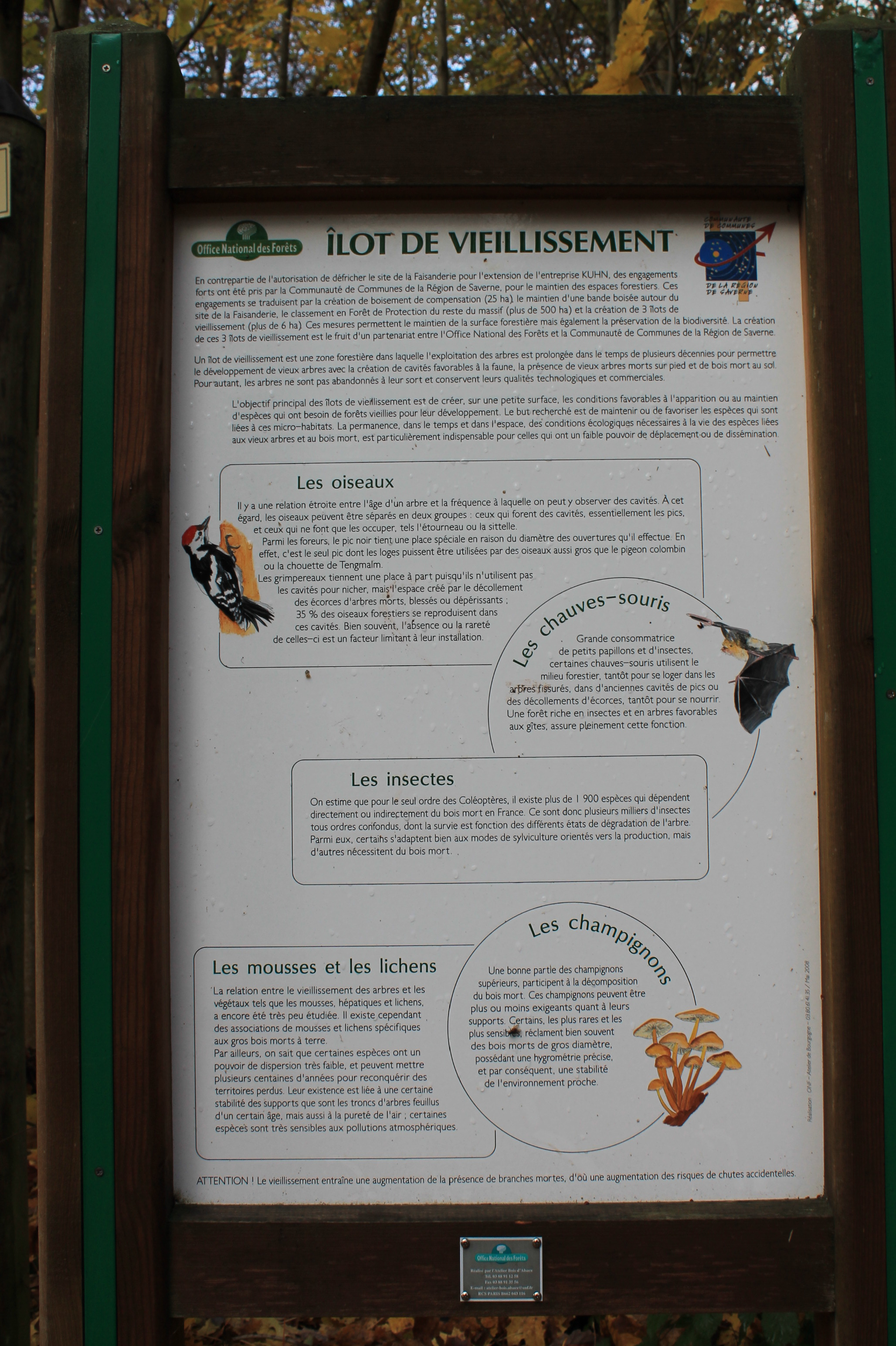
Îlots de vieillissement, forêt de la Faisanderie, Saverne.

La gestion des forêts publiques en Alsace est basée sur des schémas régionaux d'aménagement forestier en faveur de la biodiversité.
Outre les actions ordinaires visant à conserver une trame intraforestière de vieux bois, l’accent est mis sur la création d'Îlots de vieillissement et de sénescence.
Des îlots de vieillissement ont été créés dans la forêt de la Faisanderie au moment du déclassement de forêt de protection d’une partie de la forêt pour permettre l’extension du site industriel de l’entreprise « Kuhn 2 ».
Des panneaux informent les promeneurs qu’« en contrepartie de l’autorisation de défricher le site de la Faisanderie pour l’extension de l’entreprise KUHN, des engagements forts ont été pris par la Communauté de Communes de la région de Saverne, pour le maintien des espaces forestiers. Ces engagements se traduisent par la création de boisement de compensation (25 ha), le maintien d’une bande boisée autour du site de la Faisanderie, le classement en Forêt de Protection du reste du massif plus de 500 ha et la création de trois îlots de vieillissement (plus de 6 ha) ».

## Histoire

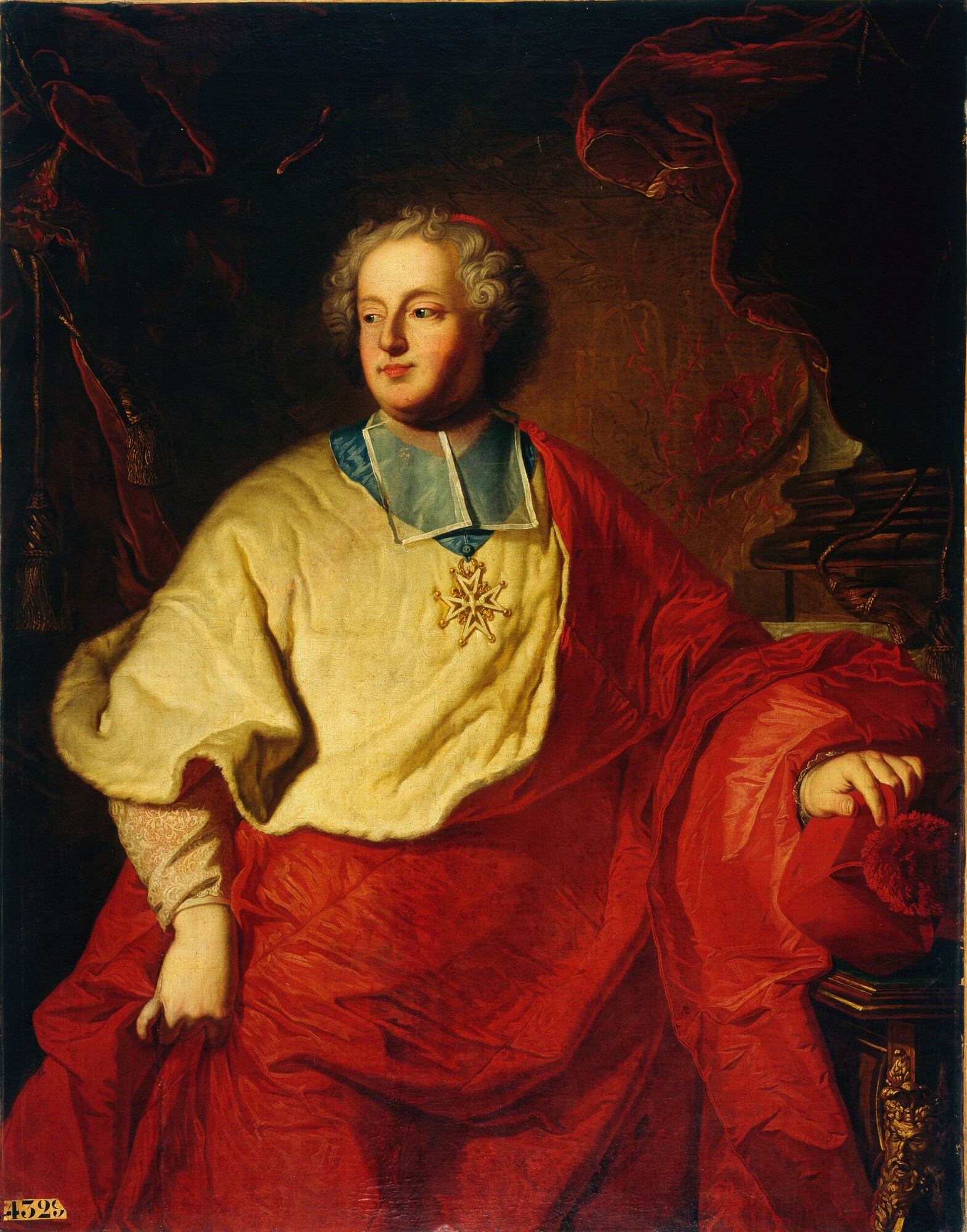
S. Em. Armand-Gaston-Maximilien de Rohan-Soubise, cardinal de Strasbourg.

La forêt de la Faisanderie  appartenait à l’origine à l’abbaye d’Andlau. Avant 1730, elle était composée de futaies, taillis et broussailles au sein desquels  plusieurs arpents ont été ensemencés de céréales. À l’origine le parc de la Faisanderie à proprement parler, donc sans le bois de Steinbourg et la forêt de Monsau, fut en grande partie entouré d’une palissade. Un peu plus tard, un mur entoura complètement le parc. Il n’existe plus aujourd’hui ; il ne reste que le mur en pierres sèches de l’enclos d’élevage des faisans à l’emplacement actuel de la maison forestière de la Faisanderie.

### Les propriétaires de la Faisanderie
Le Tiergarten du château des princes-évêques de Strasbourg à Saverne servait aux chasses princières de la cour et des invités de  François-Egon de Fürstenberg (1663-1682) et de Guillaume-Egon de Fürstenberg (1682-1704). Quatre cardinaux issus de la maison de Rohan se sont succédé sur le siège épiscopal de Strasbourg de 1704 à 1801. Ils avaient également leur résidence à Saverne et firent construire le nouveau château des Rohan à la suite d'un incendie qui a gravement endommagé le bâtiment précédent datant du XVIIe siècle.
Il s’agit des prélats suivants : 
- Armand-Gaston-Maximilien de Rohan (1704-1749)
- Armand de Rohan-Soubise (1749-1756)
- Louis Constantin de Rohan (1756-1779)
- Louis René Édouard de Rohan (1779-1801)

Comme tous les biens du clergé, le château de Saverne est nationalisé en novembre 1789, le parc est démantelé et les jardins du château laissés à l’abandon.

### Chasses princières
Depuis  1719, la Faisanderie devint un  parc de chasse qui n’a pas été créé ex nihilo pour les princes-évêques  résidant au château de Saverne. Il existait déjà auparavant le domaine de chasse désignée en langue allemande par « Tiergarten », terme qu’on connaît davantage pour le parc au centre même de Berlin.
Le 8 juin 1718, le cardinal Armand-Gaston-Maximilien de Rohan promulgua un règlement de chasse pour cette domaine giboyeux afin d’annuler les permissions de chasse sur les terres de l’évêché de Strasbourg dont certains chasseurs auraient abusé auparavant. Ce ne fut pas la fin des permissions spéciales pour chasser dans le bois de la Faisanderie, cela revint  à redémarrer une nouvelle phase où le cardinal se réserva d’abord  le droit d’accorder de nouvelles permissions et finança ensuite une équipe de garde-chasses pour verbaliser les contrevenants, appréhender les braconniers ou détruire les pièges posés par ceux-ci.
En dehors des garde-chasses, le cardinal fit appel à des garenniers et  des faisandiers. Des territoires de chasse étaient aménagés à proximité directe du château. En 1716, Armand Gaston de Rohan avait fait aménager une garenne en contrebas du château du Haut-Barr destinée à l’élevage des lapins ; il reste aujourd’hui encore  des vestiges de cette garenne entourée d’un mur.
Une partie de la forêt de la Monsau, à l’est du château épiscopal, fut attribuée à l’élevage et à la chasse des faisans. Le parc de la Faisanderie sera complètement entouré d’un mur à partir de 1730 et sa surface totale intra-muros atteignait environ 350 ha . Dès qu’une chasse était annoncée, garenniers et faisandiers lâchaient lapins et faisans pour être sûr que le gibier ne manquerait pas quand les invités de marque du cardinal arriveraient dans les bois pour les plaisirs cynégétiques très en vogue à l’époque.
À partir 4 août 1789, le droit de chasse aristocratique fut supprimé. Il faudra attendre la loi du 3 mai 1844 pour que le braconnage soit réprimé et les nouveaux règlements de chasse soit promulgués en fonction du droit de propriété.

### Faisanderie sauvage et enclos
On distingue généralement les faisanderies sauvages des faisanderies d’élevage. Les faisans sont soit sauvages, soit domptés et dociles. Le terme utilisé dans les anciens actes germanophones pour Saverne parlent clairement d’une « wilde Fasanerie », donc sauvage.
Le faisandier ne s’immisce pas trop dans la vie des faisans qui sont pour une grande part  livrés à eux-mêmes. En revanche, il doit veiller à écarter les prédateurs naturels des volatiles. C’est là sa tâche principale. Le faisandier cumule les casquettes car il est le plus souvent attaché au  service des forêts. Dans le domaine de chasse épiscopal de Saverne, il porte le titre de « brigadier-forestier  de la forêt de la Faisanderie »
La faisanderie épiscopale répondait  aux critères  de rentabilité qu’on attend d’un tel domaine de chasse à tir :
- Un terrain plat, plutôt orienté vers le sud, pas trop exposé au froid ;
- des zones légèrement ou fortement humides plus ou moins grandes dans et autour de l’enclos ;
- des arbustes à baies, des prés, des champs et de l’eau ;
- un mur ou un enclos en bois ;
- des pièges pour les prédateurs.

En réalité, on comprend à la lecture des archives que le faisandier gère les deux types de faisans : il observe certes les couples sauvages dans le bois attenant le pavillon, mais il entretient une volière dans un biotope adéquat entouré d’un mur de pierres sèches de plus de 2,5 m de hauteur. Pour l'élevage des faisans, on a aménagé dans le parc un enclos spécial avec la « maisonnette » du faisandier. L'enclos mesurait 120 m de long et 100 m de large. À côté de cette maison il y avait des champs de céréales qui n'étaient pas toujours moissonnés  afin de permettre aux faisans, perdrix, pintades de manger les grains qui tombaient.
Des traqueurs et du tireur faisaient la chasse aux prédateurs dont on rapportait les pattes et la queue à la chambre des comptes à Saverne. En 1730, on pouvait atteindre plus de 800 faisandeaux à l'intérieur de la faisanderie. Le président de la chambre des comptes de Saverne signale que les faisandeaux  à l'extérieur de la faisanderie sont plus robustes que ceux du dedans.

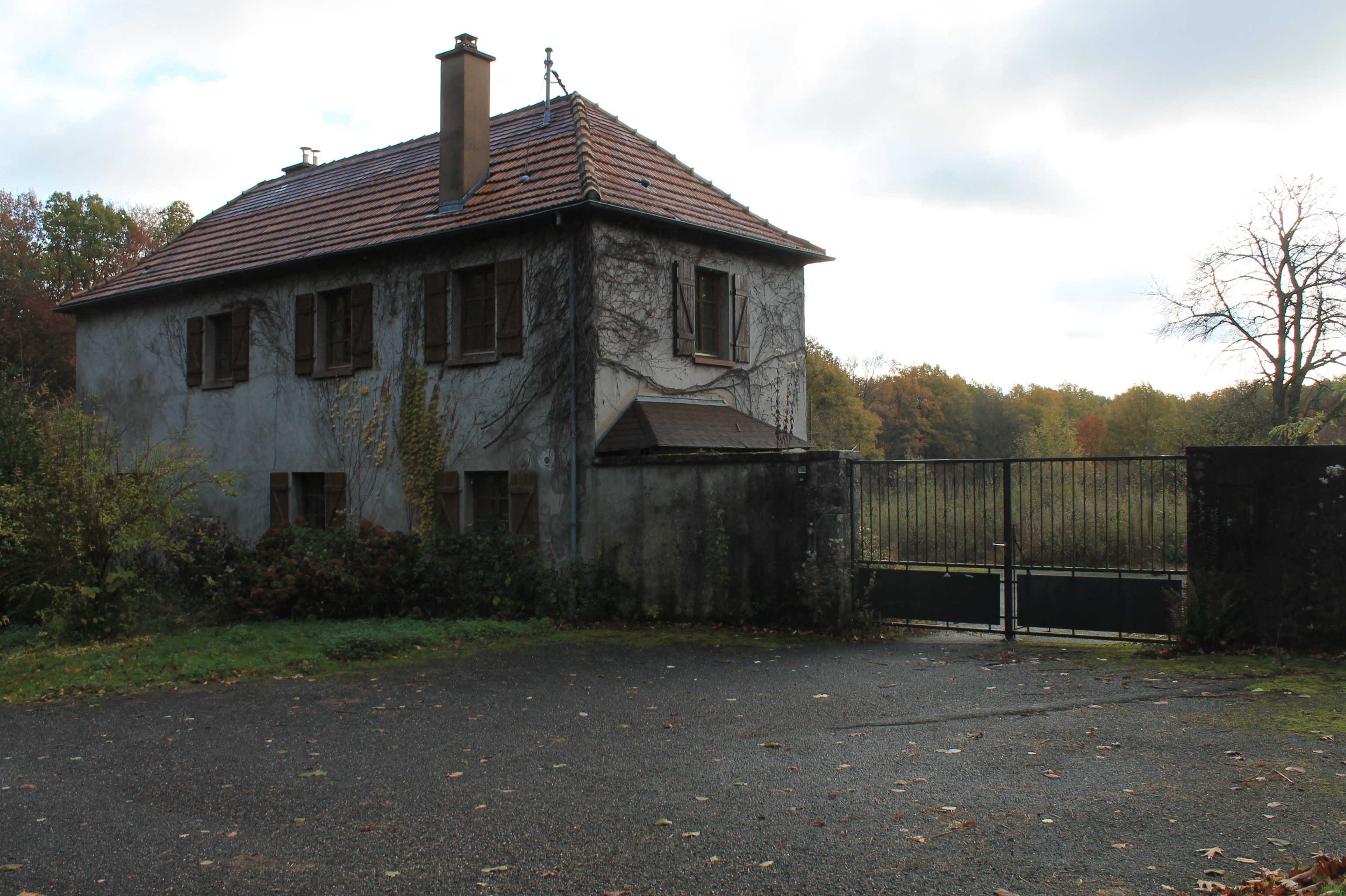
Maison forestière de la Faisanderie Forêt de la Faisanderie (Saverne).
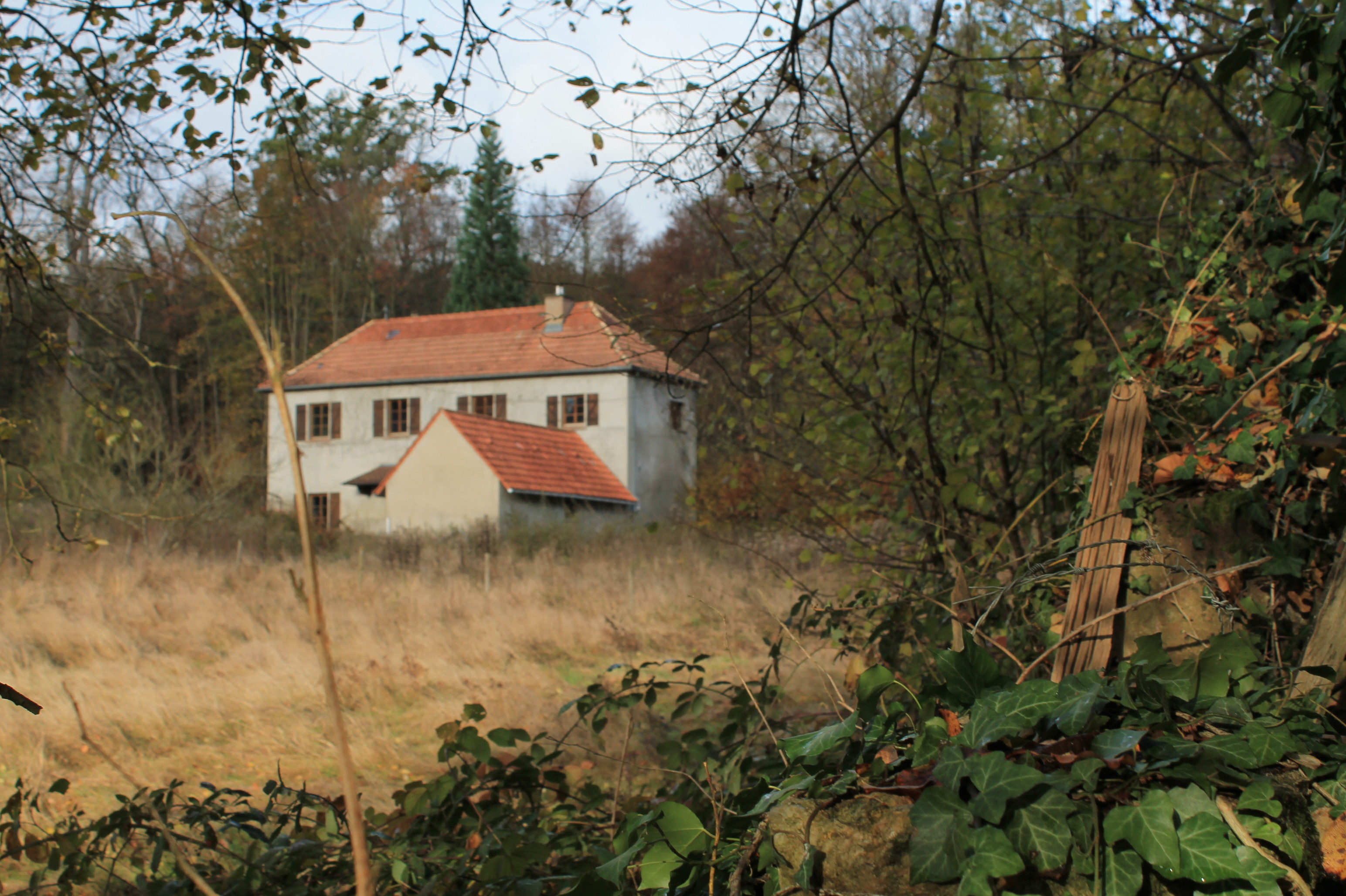
Maison forestière de la Faisanderie (Saverne) vue de l'arrière.
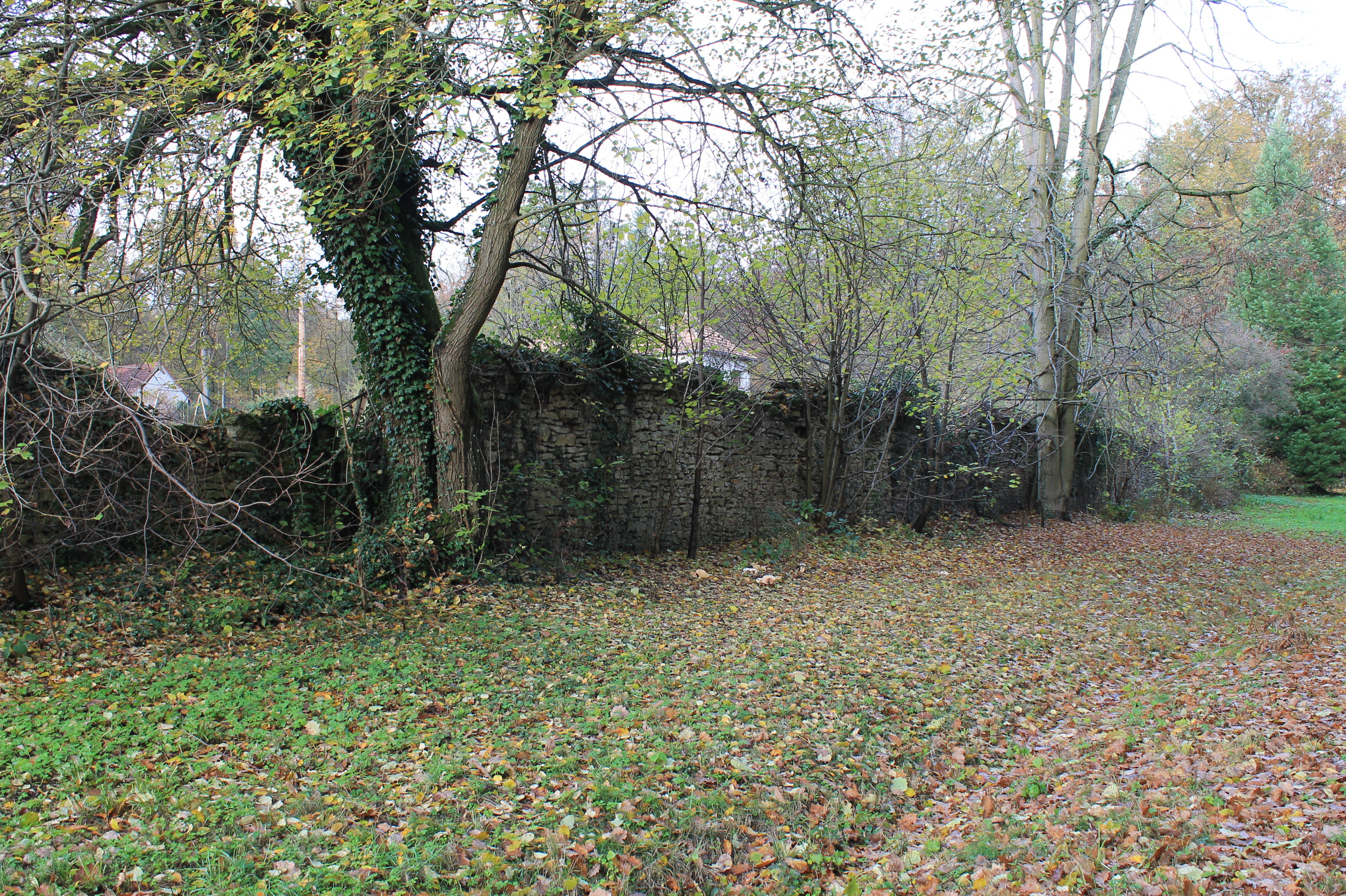
Mur en pierres sèches de la Faisanderie de la  Forêt de la Faisanderie (Saverne).

### Routes et chemins

#### Parc de la Faisanderie, forêt de Monsau et bois de Steinbourg

Parc de la Faisanderie, d'après C. Kolb, 1774, Archives Saverne.

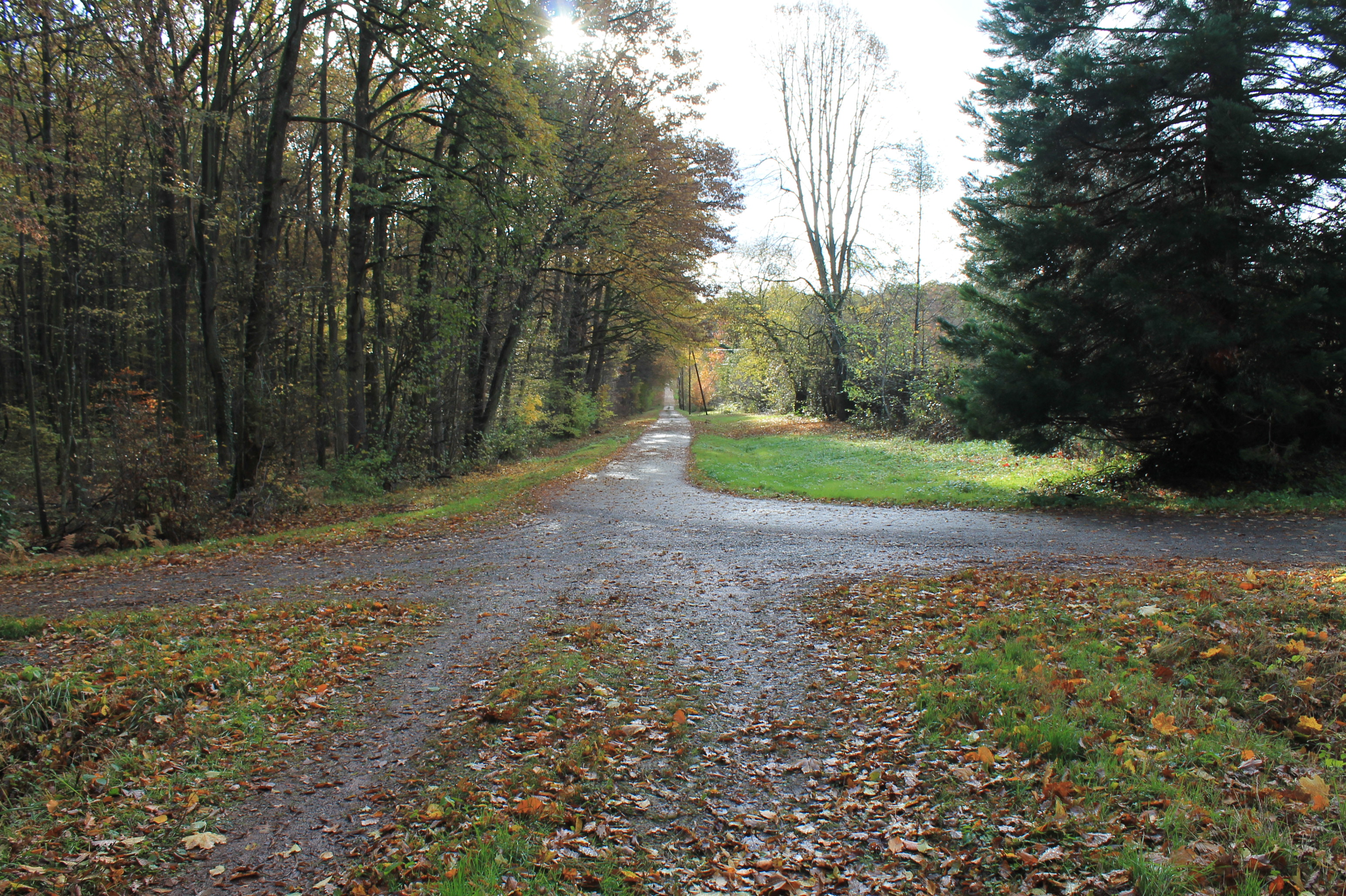
Croisée des chemins à la maison forestière de la Faisanderie (Saverne).

Comme on peut le lire dans le Panorama pittoresque de la France d’ Ambroise Firmin Didot au XIXe siècle, les visiteurs pouvaient faire de « belles promenades dans la forêt de la Faisanderie entrecoupée d'allées ». Aujourd’hui encore, le parc et la forêt de Monsau (forêt domaniale de Saverne)  sont, en effet, toujours sillonnés de chemins forestiers organisés quasiment en damier, en tout cas pour la plupart à angle droit. Ce ne sont pas des routes à proprement parler car elles ne sont pas bitumées. Aujourd’hui ce sont des chemins ou sentiers, en réalité le terme d’allée serait le plus adapté dans le cas d’un parc ou d’une forêt que l’on peut traverser de part en part, en ligne droite et sans grand risque de se perdre. Les plus larges (20 m pour l’allée centrale portent le nom de route dans le sens plus ancien de voie d’accès à telle ou telle agglomération voisine. Les autres sont des chemins. Les chemins étaient bordés de tilleuls, de marronniers et de chênes qu’on retrouve encore aujourd’hui à maints endroits. La route la plus longue était logiquement  la « route de Rohan » qui faisait presque 5 km de distance depuis le château épiscopal. À la croisée de certaines routes plus importantes, des « ronds »  avaient été aménagés pour faciliter l’orientation des promeneurs aux endroits stratégiques. Le rond des gendarmes était le plus grand.
Chaque allée ou route reçut un nom, en général celui de  proches parents ou d’amis du cardinal qui entretenait des relations étroites avec aussi bien des hauts  dignitaires du royaume de France  que des nobles des empires allemand ou autrichien, ou bien encore du grand chapitre de Strasbourg.
- La route de Rohan ;
- La route de Jules (neveu du cardinale de Rohan) ;
- La route de Melun (nièce du cardinale de Rohan) ;
- La route de Vaudémont (Très ancienne maison comtale du duché de Lorraine) ;
- La route d’d’Auvergne ;
- La route d’Estrées qui coupe la forêt en son centre d’est en ouest ;
- La route de Mazarin (certains ducs de Mazarin sont gouverneur d’Alsace[18], comme Armand Charles de La Porte Mazarin[19] ;
- La route du Bourg (gouverneur  d'Alsace 1730-1739)
- Le chemin du Martelberg fut rebaptisé route de Lucé (Jacques Pineau de Lucé, intendant de la généralité de Strasbourg en 1753, puis renommé route de la Dauphine en hommage à la dauphine de France (1770), Marie-Antoinette d’Autriche.

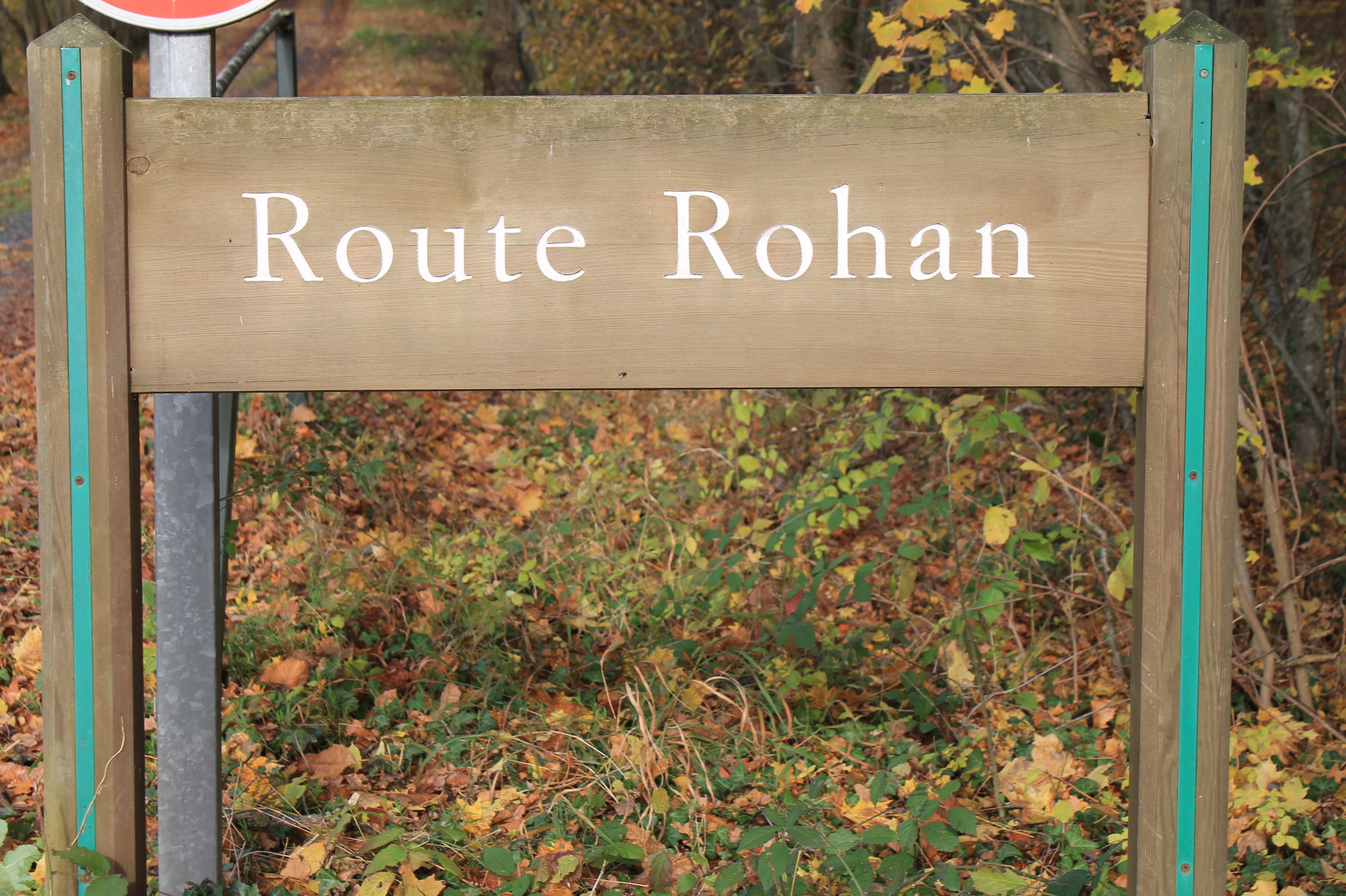
Panneau route de Rohan Forêt de la Faisanderie.
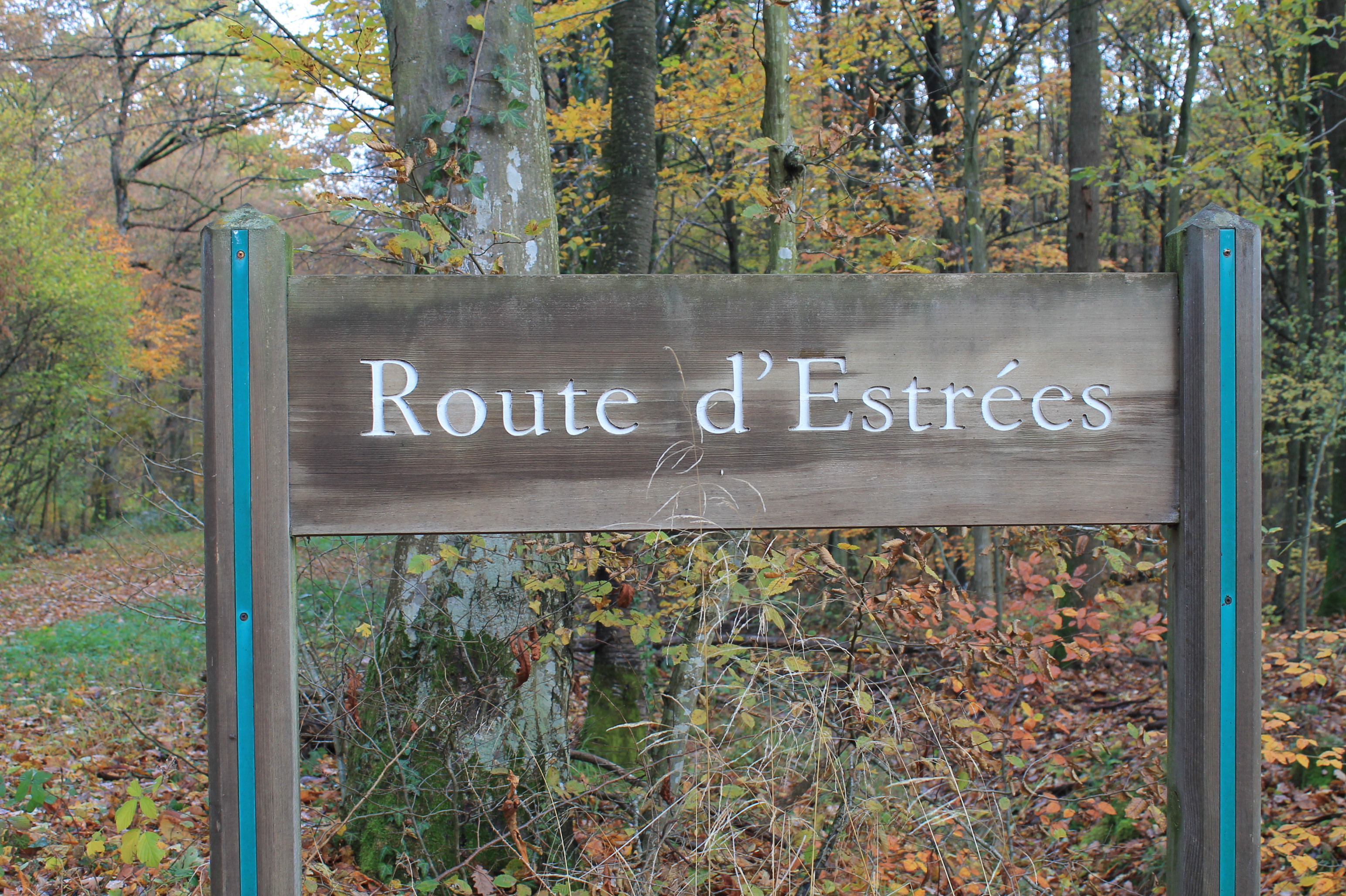
Panneau route d'Estrées Forêt de la Faisanderie.
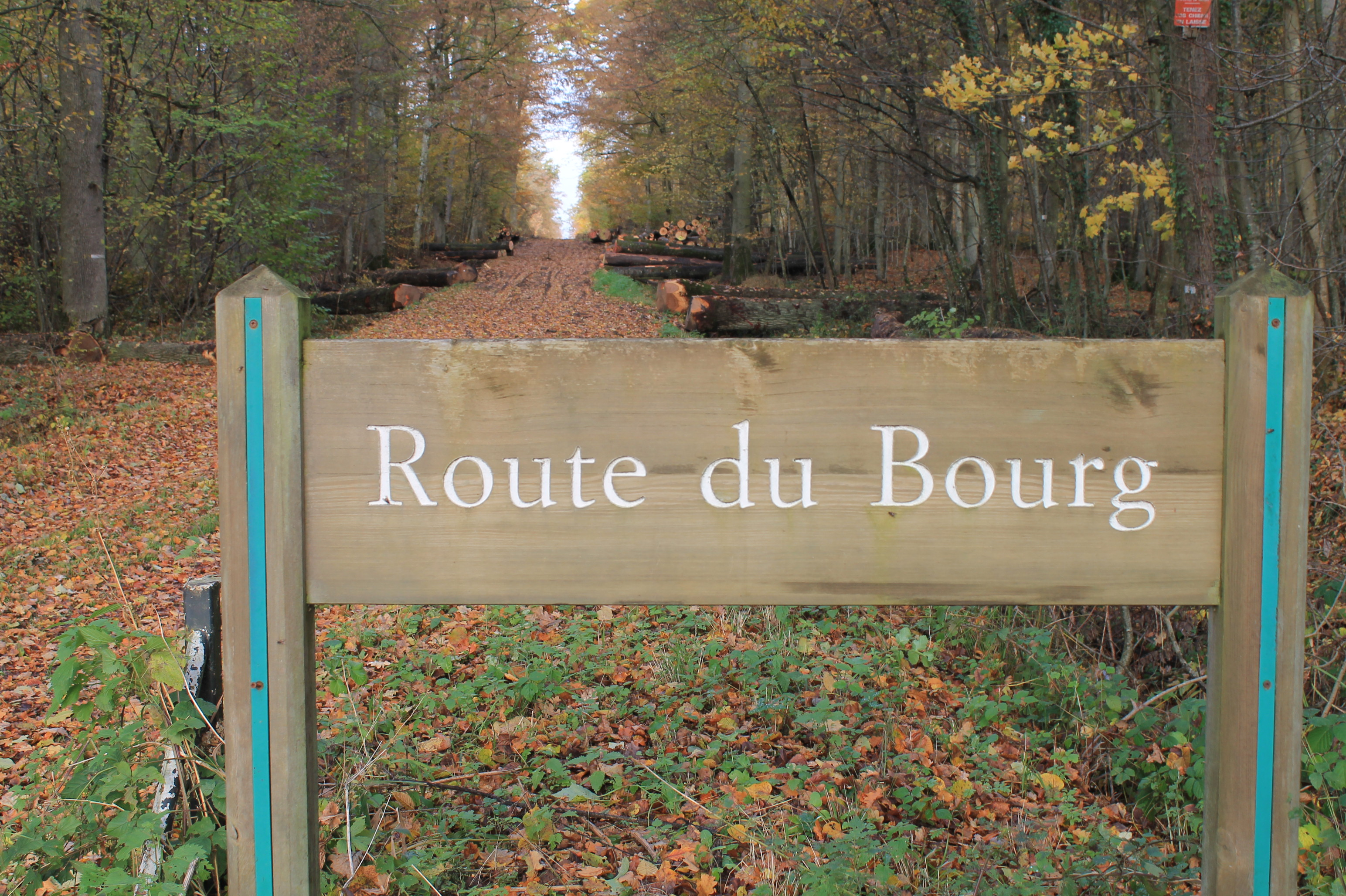
Panneau Route du Bourg Forêt de la Faisanderie.
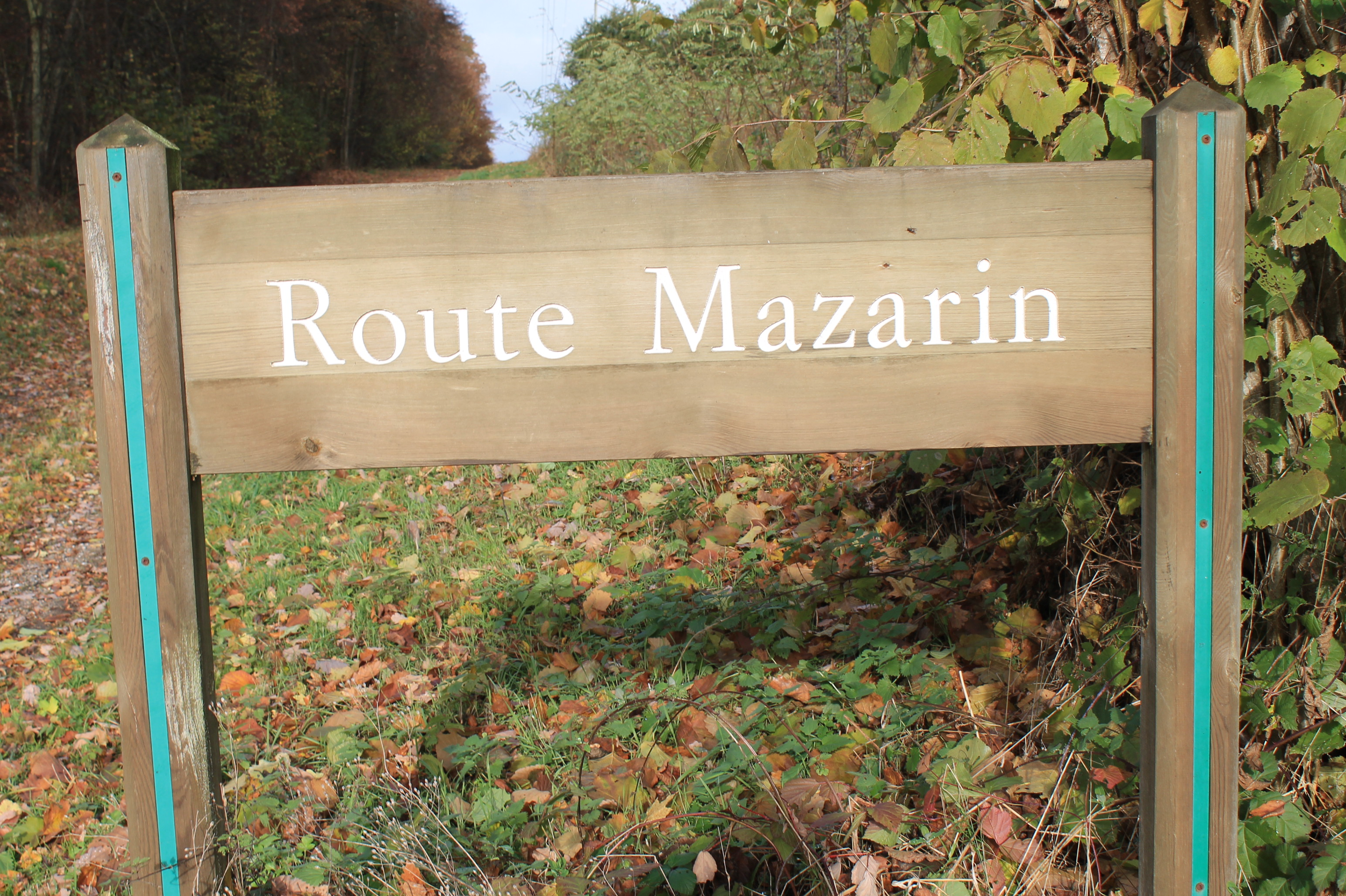
panneau Route Mazarin Forêt de la Faisanderie.
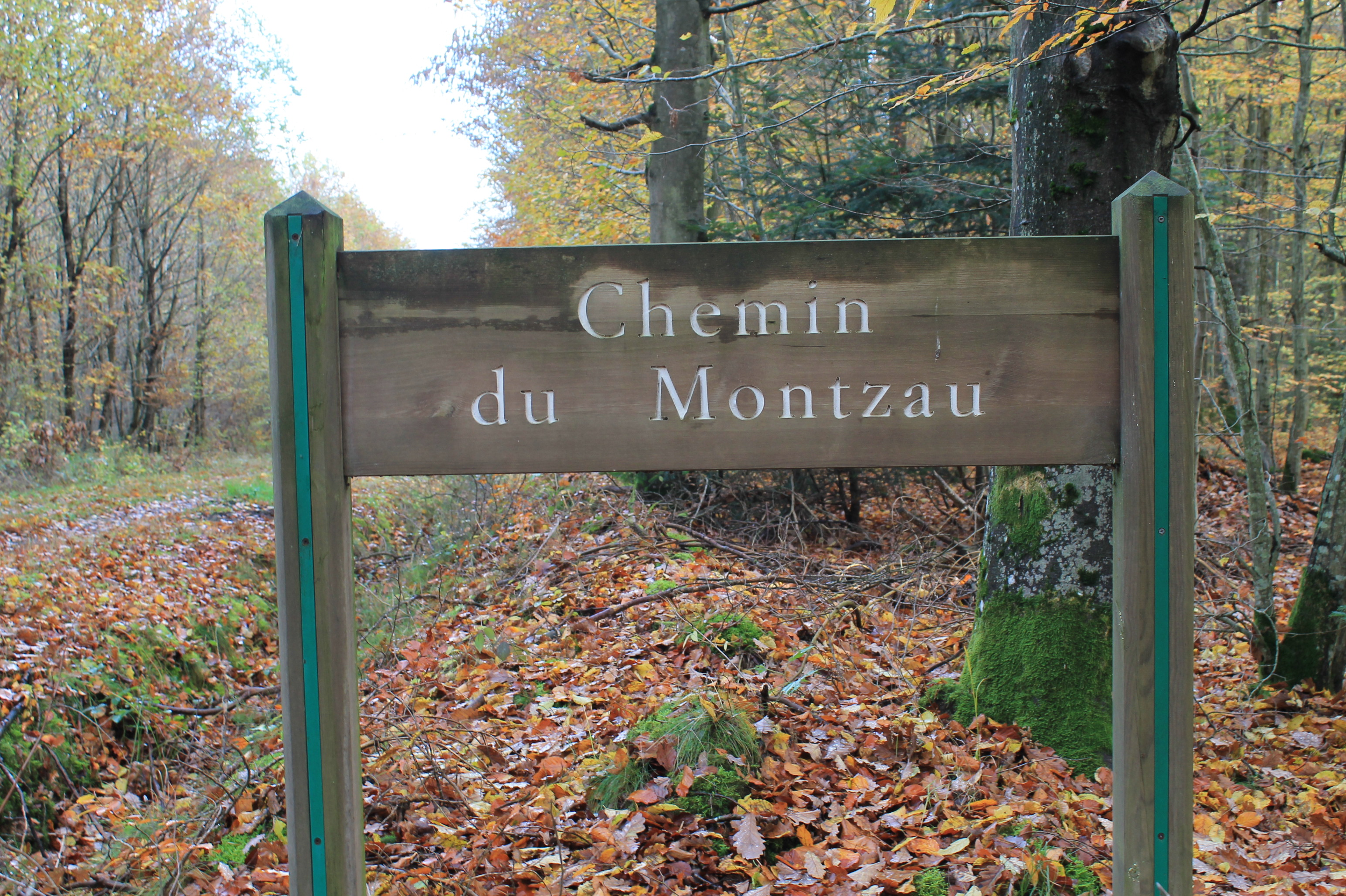
Panneau du chemin de Montzau Forêt de la Faisanderie.

#### Le Kreutzwald et le Frauenwald
Sur les territoires communaux de Waldolwisheim et Saverne, le bois du Kreutzwald est traversé en son centre par  la route palatine (aménagée en 1730) qui relie la route de Rohan et celle d’Auvergne.
La route Tallard (portant le nom de parents proches ou par mariage comme  Camille d’Hostun de La Baume, comte de Tallard et son fils Marie Joseph d'Hostun de La Baume-Tallard) part de la route Mazarin, croise le grand chemin de Haguenau et longe le ruisseau du Mosselbach entre le Frauenwald et le Kreuztwald.

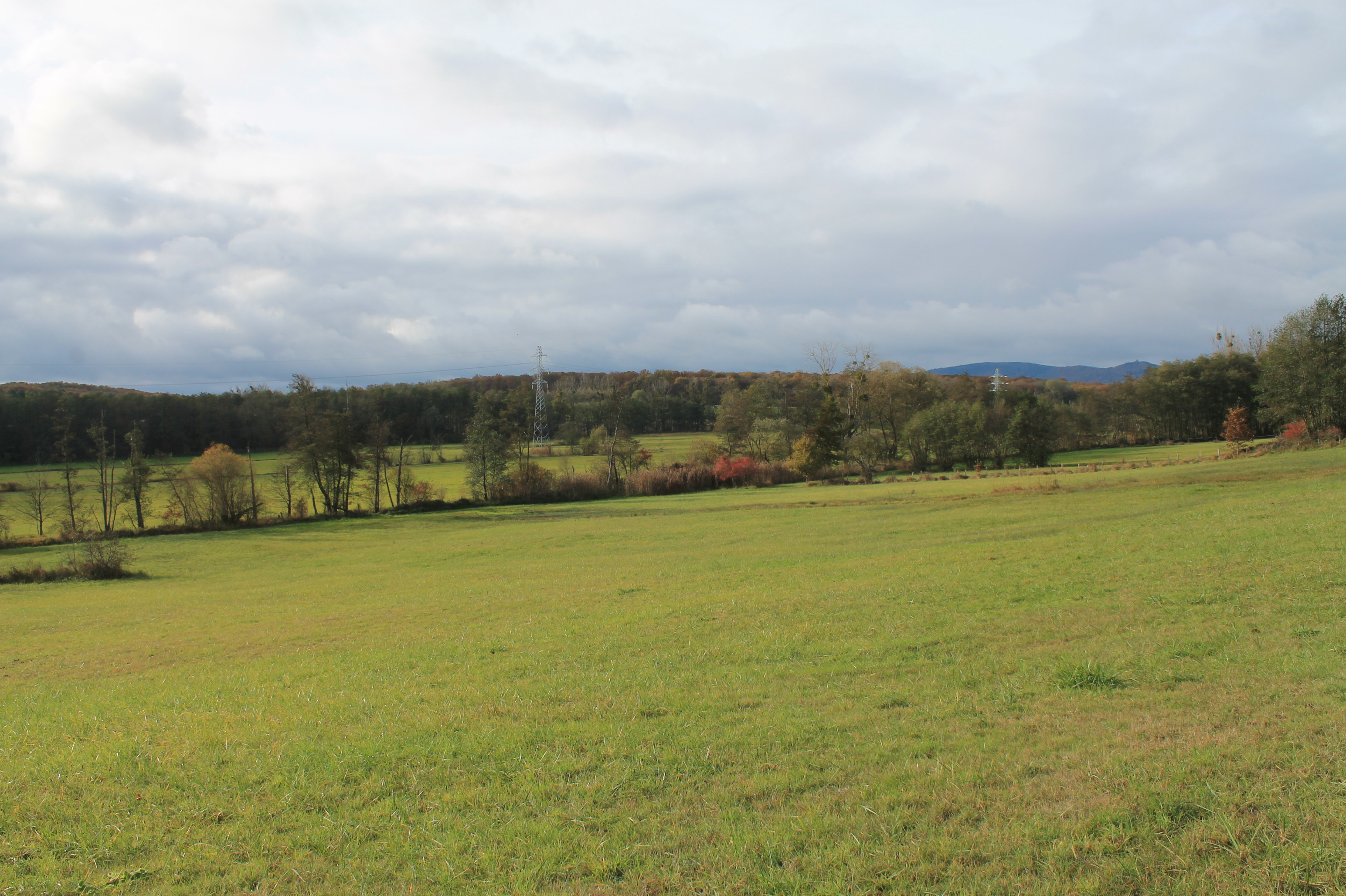
Forêt de Kreutzwald, ancien domaine de chasse adjoint à la Forêt de la Faisanderie.
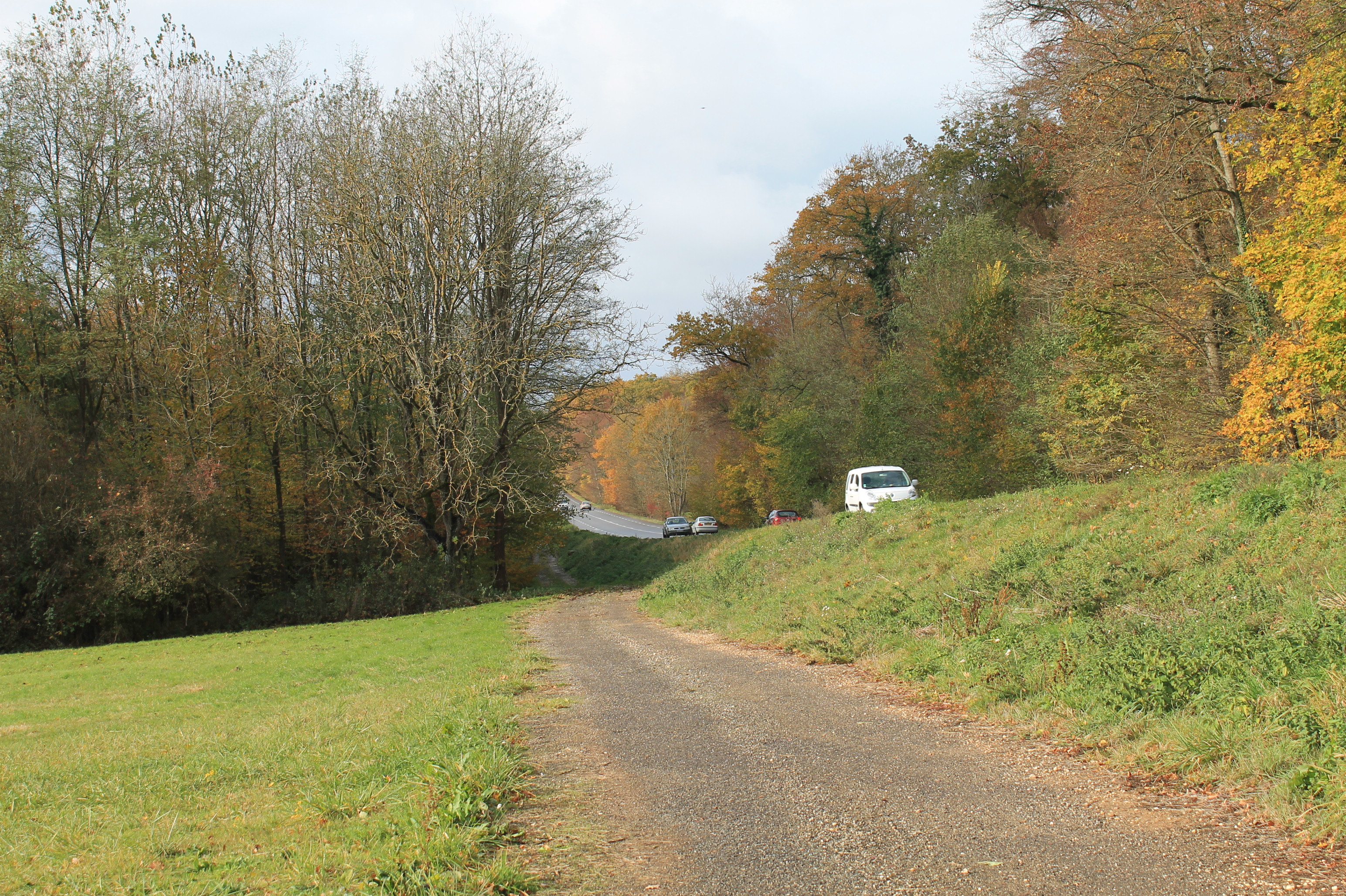
Vue sur Frauenwald, la Forêt de la Faisanderie (Saverne) et la D421.
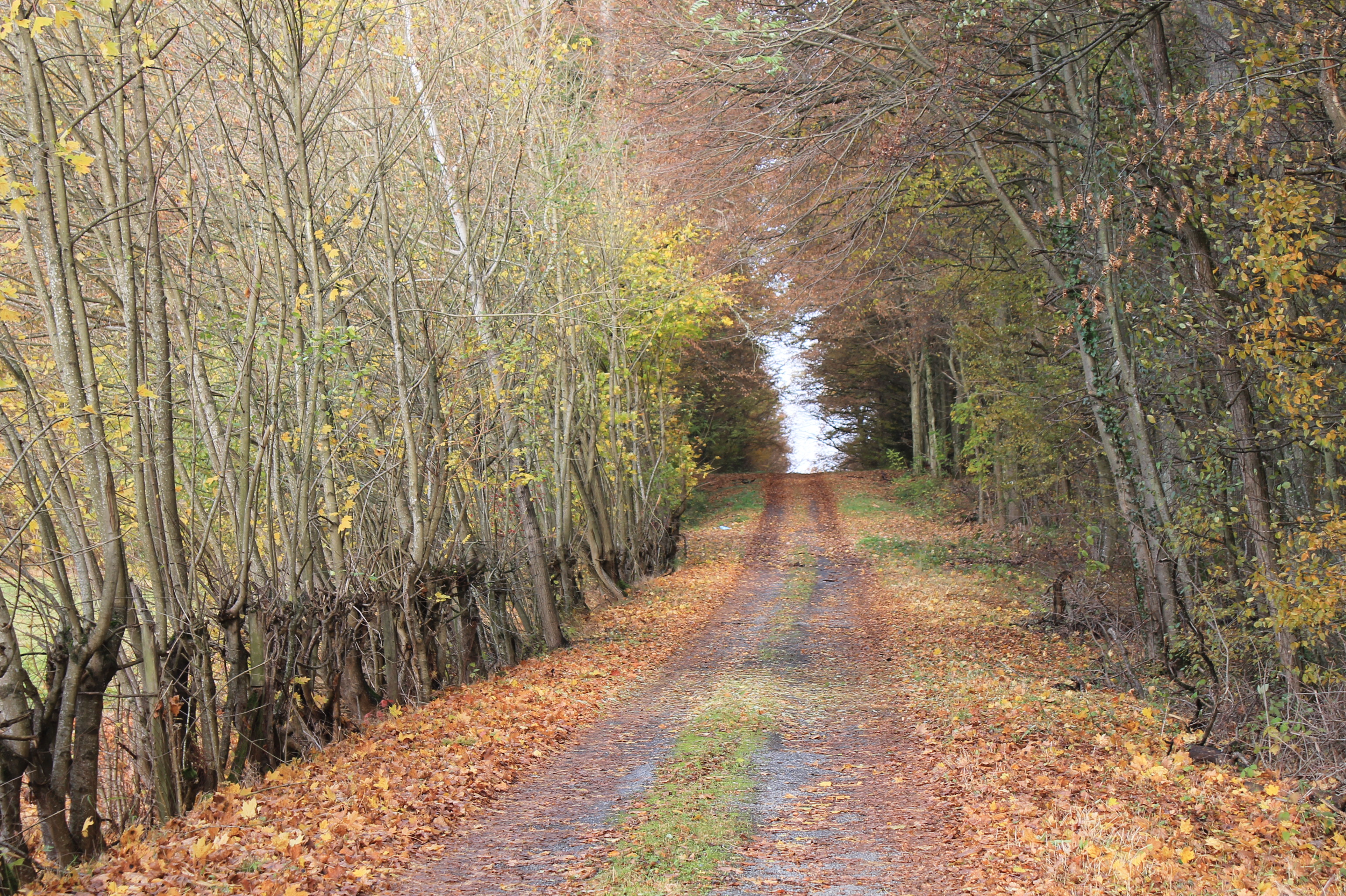
Route palatine Forêt de Kreutzwald en partant du hameau Kreuzfeld, Saverne.
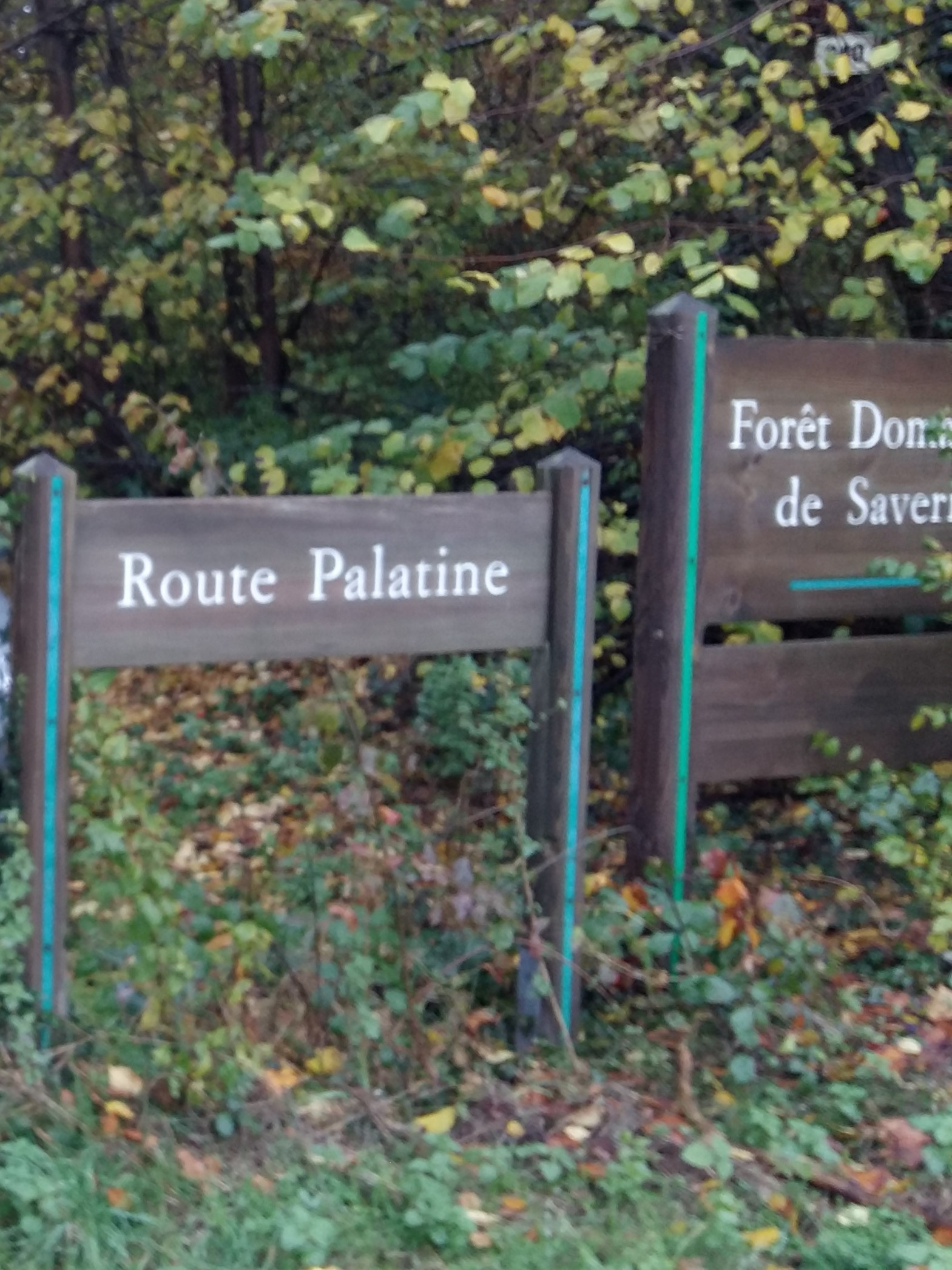
Panneau route palatine Forêt de Kreutzwald Saverne.

## Cession de parcelles et aménagements successifs

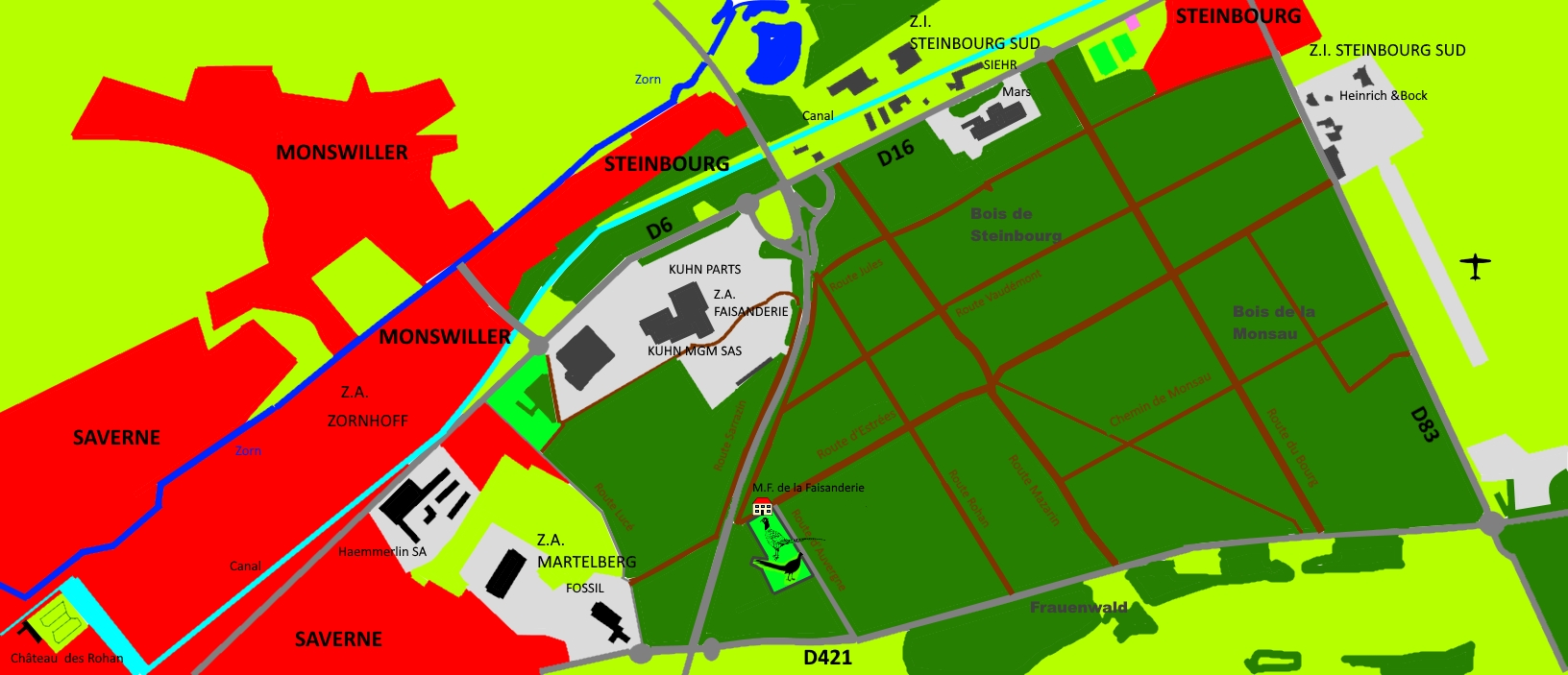
Plan de la forêt de la Faisanderie aujourd'hui

Le premier aménagement remonte déjà à 1730, donc peu de temps après la création du parc de chasse, avec la construction du grand chemin de Steinbourg. Il sépare le domaine en deux et aboutit à deux dénominations distinctes :
- au sud du grand chemin, le « grand parquet » qui prendra très vite le nom de « Faisanderie » ;
- au nord du grand chemin, le « petit parquet » qui longe le  canal.

Dès le début, les souverains locaux ont également rattaché à la chasse de la Faisanderie  la forêt épiscopale du Kreutwald (260 ha)  et une réserve de gibier sur la commune de   Waldowilsheim, toutes deux séparées du grand parquet par le grand chemin de Haguenau.
Le 10 décembre 1845, l’ordonnance du Roi no 12/581 permet la prise de possession par le service de chemin de fer de Paris d’un hectare de la forêt domaniale de la Faisanderie « à la frontière d’Allemagne ».
En 1849, « Une parcelle de dunes (landes) » est cédée  au service des douanes dans la forêt domaniale de la Faisanderie,

En 2001, par les dispositions de l’article R. 123-8, no 2, du code de l’environnement, le massif forestier du Kreutzwald est déclassé comme forêt de protection pour une surface de 33 ha de la forêt domaniale. En contrepartie, le bois du Vogelgesang de 53 ha  situé au nord du territoire communal de Steinbourg, est classé forêt de protection. Ce déclassement permit la mise en route de la nouvelle plate-forme de distribution des pièces de rechange, « KUHN PARTS », à Monswiller.

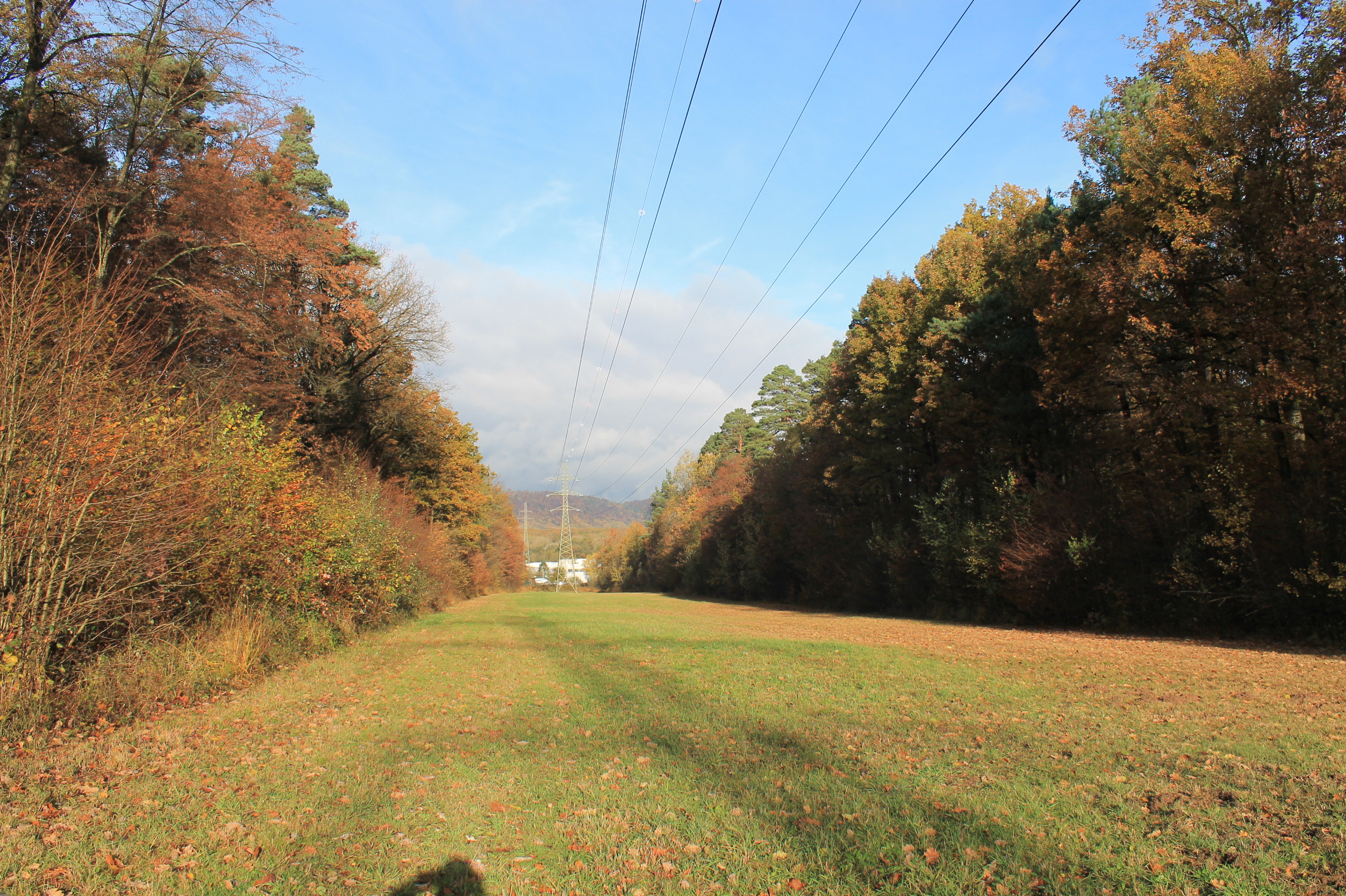
Trouée pour câbles électriques dans la Forêt de la Faisanderie vers la ZI de Steinbourg Sud

## Accès, administration et équipements

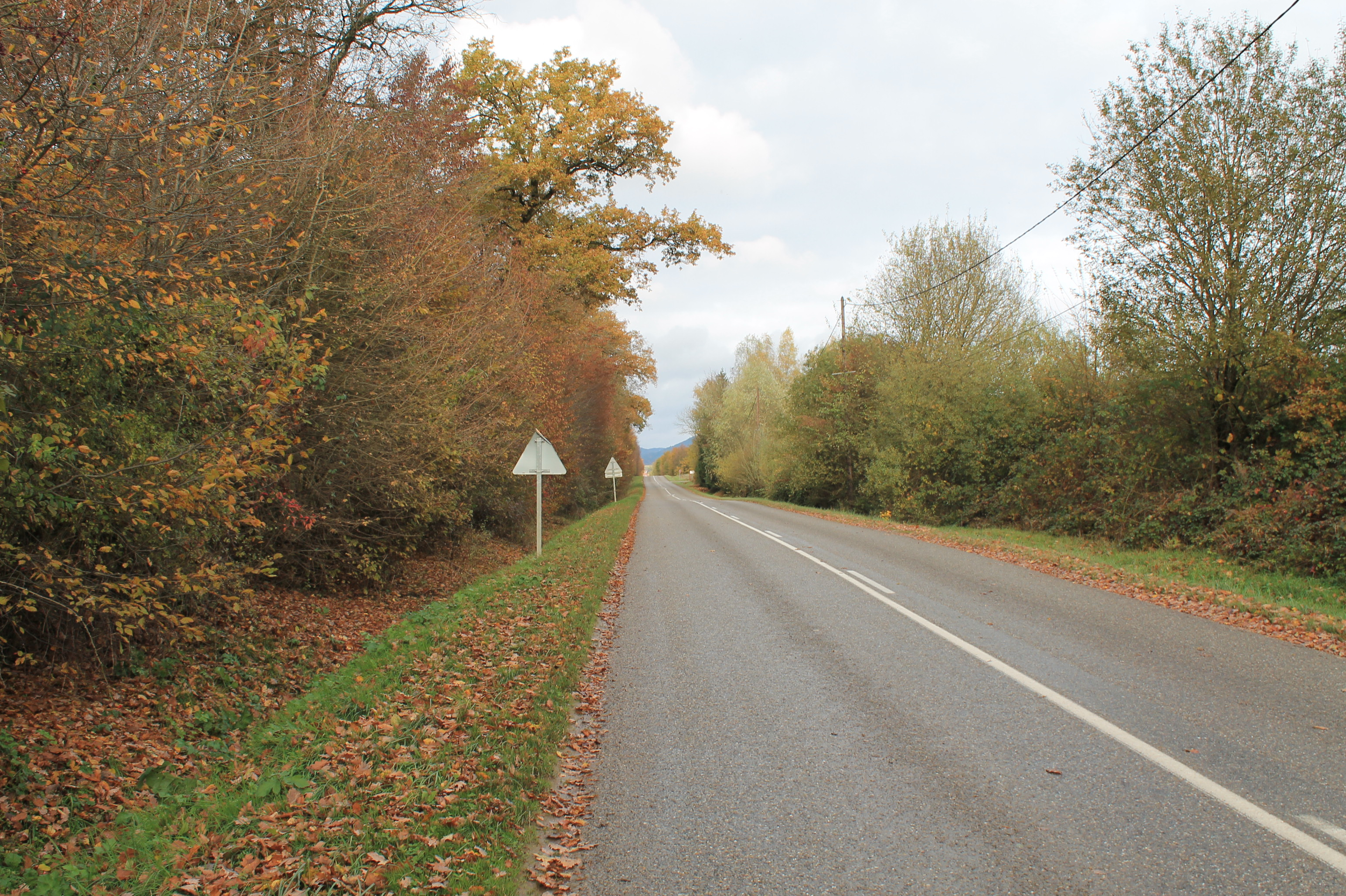
Fin de la forêt de Monsau à gauche le long de la RD 83 vers Steinbourg.

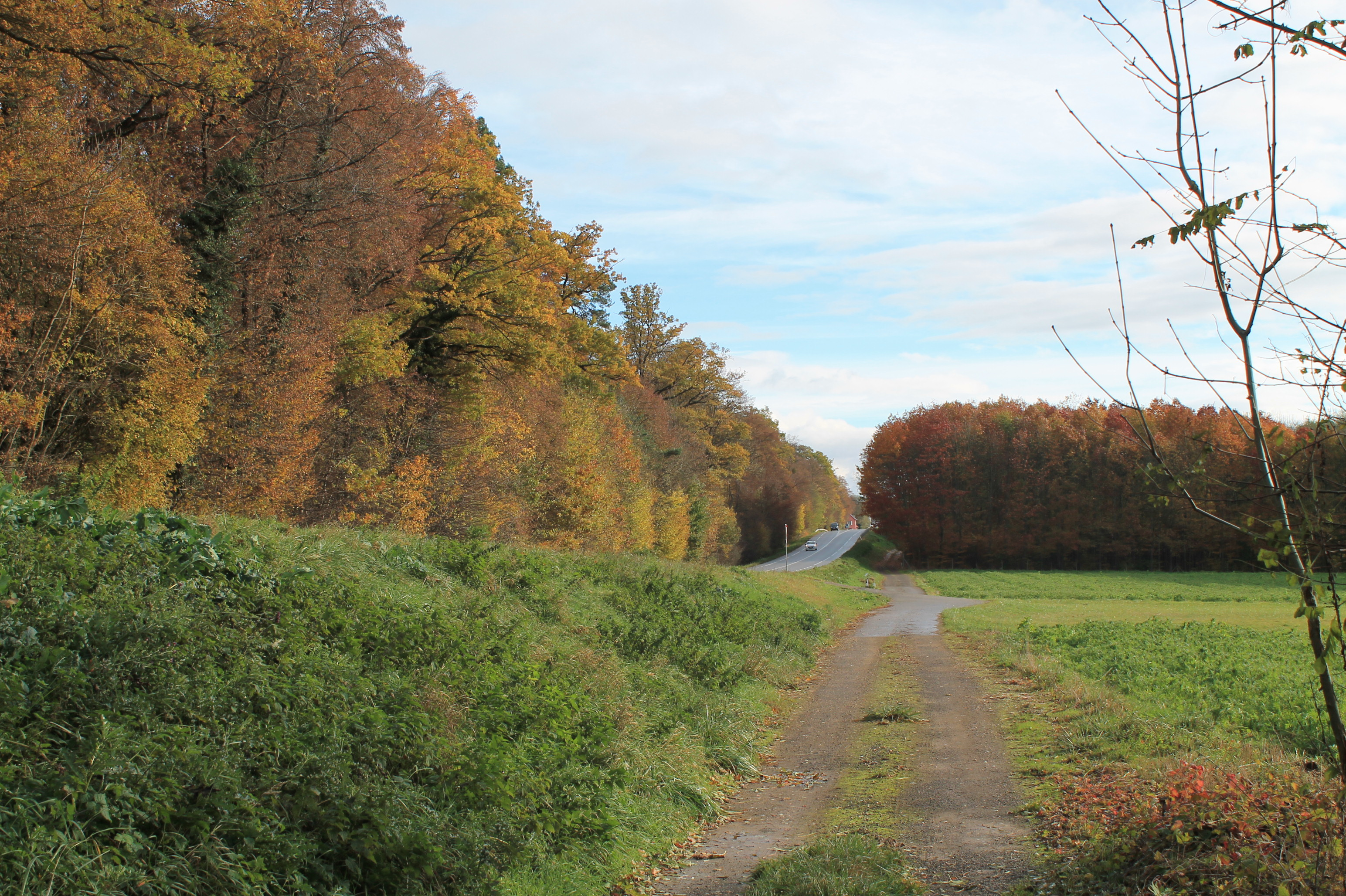
Vue sur la forêt de Monsau depuis la route D 421, Saverne-Dettwiller.

En tant que forêt domaniale, l’administration de la Faisanderie est confiée à l’Office national des forêts. Il n’y a pas d’équipement en forêt pour l’accueil du public.
À l’extrémité occidentale du massif classé, la forêt est coupée par la tranchée routière de la D 1404 dont l’accès est protégé par des grillages sur toute la longueur de la route de contournement de Saverne et d’accès au péage de l’autoroute A4, sortie no 45.
Formant pratiquement un rectangle, le massif forestier sans cours d’eau est bordé sur tous les côtés par des routes départementales :
- D 421 Saverne – Dettwiller ;
- D 83 Steinbourg – Waldowisheim ;
- D6 Saverne - Steinbourg jusqu’à la  bretelle de l’autoroute A4 ;
- D16 Saverne - Steinbourg à partir de la bretelle d’autoroute.

Aucun parking n’a été aménagé par les communes. À l’entrée du personnel de la société Kuhn 2, six places hors parking d’entreprise surveillé ont été bitumées. Il n’est pas possible de s’arrêter au bord de la route pour aller se promener dans la forêt. La plupart du temps, les promeneurs rentrent sur les allées très larges pour garer leur véhicule avant les barrières interdisant la traversée de la forêt.
À l’exception de la partie sud qui longe la route D 421 et se poursuit vers les forêts du  Frauenwald et du  Kreutzwald, La Faisanderie est  bordée de  zones d’activités ou zone industrielle :
- Faisanderie (Société Kuhn);
- Martelberg
- ZI Steinbourg Sud en deux parties:
  - Partie proche du canal au nord-ouest regroupant plusieurs secteurs avec notamment le gros employeur  Société Mars de 1988[24] ;
  - Partie nord-est avec une entreprise de pavés et dalles pour l’aménagement extérieur, une gravière  et l’aérodrome de Steinbourg.